# سیارک ۲۹۴۷۳
سیارک ۲۹۴۷۳ (به انگلیسی: 29473 Krejci، نامگذاری:1997UE8) بیست و نه هزار و چهارصد و هفتاد و سومین سیارک کشف شده‌است که در ۲۱ اکتبر ۱۹۹۷ کشف شد.